# 山下啓次郎
山下 啓次郎（やました けいじろう、1868年1月12日（慶応3年12月18日） - 1931年（昭和6年）2月6日）は明治・大正期の建築家である。族籍は鹿児島県士族。
妻の直子は「日本のミスコン優勝者第一号」の末弘ヒロ子の姉。孫のジャズピアニスト山下洋輔は啓次郎の事跡を訪ね、小説『ドバラダ門』を書いた。

## 経歴
1867年（慶応3年）、薩摩国鹿児島郡鹿児島近在西田村（現・鹿児島市西田町）に、薩摩藩士・山下房親の次男として生まれる。1876年（明治9年）、上京。第一高等中学校を経て1892年（明治25年）、帝国大学工科大学造家学科（現・東京大学工学部）卒業。辰野金吾のもと建築を学んだ。同期生に伊東忠太がいた。
卒業後、警視庁入庁。1897年（明治30年）、司法省に移り営繕を担当。1901年（明治34年）、欧米の監獄を視察し、翌年帰国。五大監獄を設計する。1930年（昭和5年）、司法省を辞し、法政大学工業学校校長に就任。1931年（昭和6年）、死去。

## 人物
住所は東京市外渋谷町金王、中渋谷。

## 栄典
- 1909年（明治42年）3月1日 - 正五位[5]

## 家族・親族
山下家
- 妻・直（1879年 - ?、東京[1]、あるいは鹿児島士族[2]、末弘直方の長女）[1][2]
- 男・房雄（1899年 - ?）[2]
- 二男・啓輔（1907年 - ?）[2]
- 三男・啓三（1909年 - ?）[2]
- 四男・啓四郎（1915年 - ?）[2]
- 女・道（1903年 - ?）[2]
- 二女・伊與（1912年 - ?）[2]

親戚
- 大山綱昌 - 啓次郎の姉の栄を前妻に娶り、栄の死後、啓次郎の妹の徳と再婚した。
- 末弘直方

## 主な作品
| 建造物名                             | 年                | 所在地              | 状態                                      | 指定           | 備考                   |
| ------------------------------------ | ----------------- | ------------------- | ----------------------------------------- | -------------- | ---------------------- |
| 旧千葉監獄 (現 千葉刑務所)           | 1907年 (明治40年) | 千葉市若葉区        | 正門と庁舎(本館)のみ現存                  |                |                        |
| 旧長崎監獄                           | 1907年 (明治40年) | 長崎県諫早市        | 正門のみ現存                              |                |                        |
| 旧金沢監獄                           | 1907年 (明治40年) | 石川県金沢市→明治村 | 正門と中央看守所、 舎房の一部のみ移築現存 | 登録有形文化財 |                        |
| 旧鹿児島監獄                         | 1908年 (明治41年) | 鹿児島県鹿児島市    | 正門のみ現存                              | 登録有形文化財 |                        |
| 旧奈良監獄                           | 1908年 (明治41年) | 奈良県奈良市        | 現存                                      | 重要文化財     |                        |
| 旧名古屋控訴院地方裁判所区裁判所庁舎 | 1922年 (大正11年) | 愛知県名古屋市東区  | 現存                                      | 重要文化財     | 工事計画総推主任として |

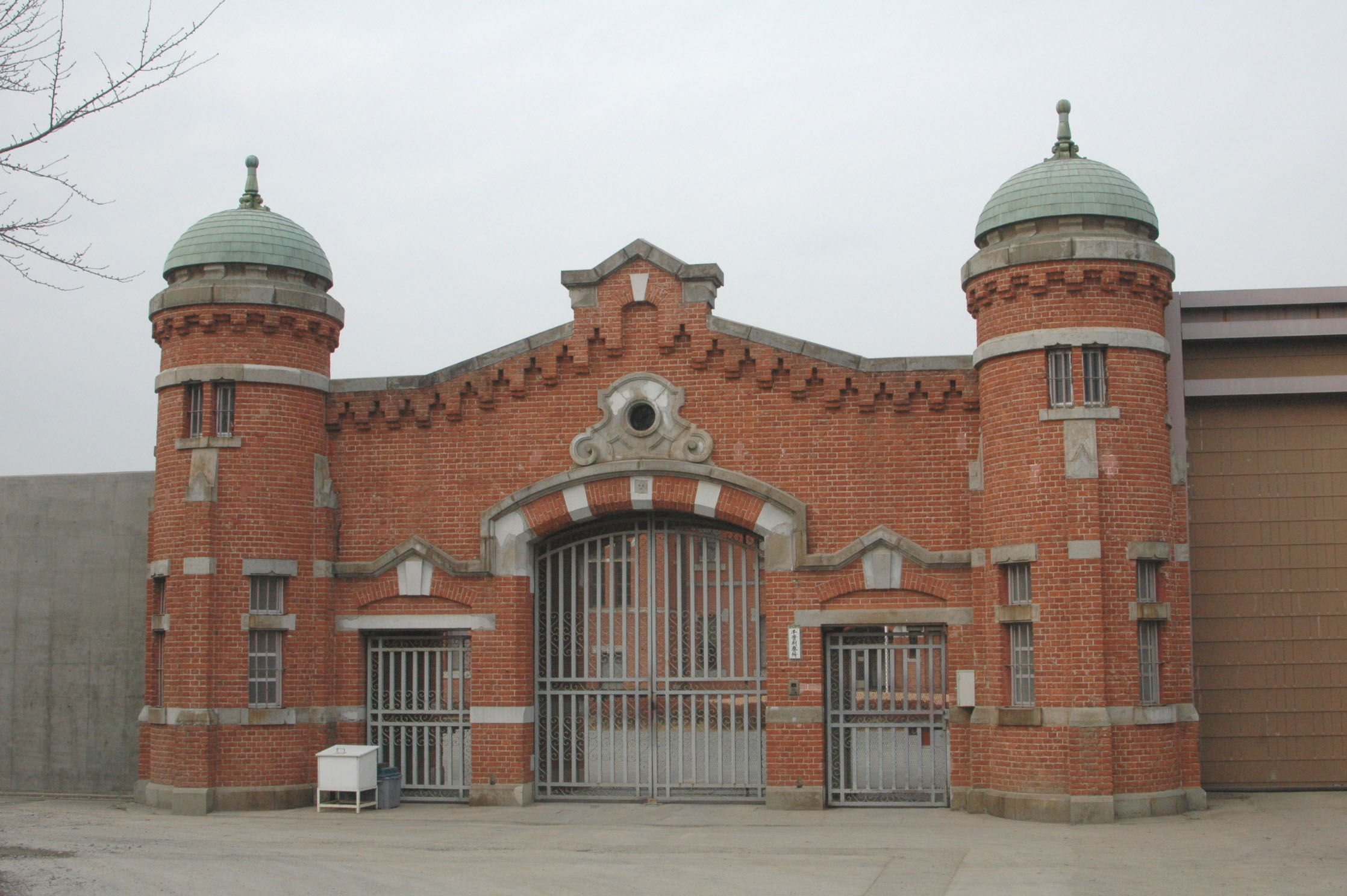
旧千葉監獄 正門
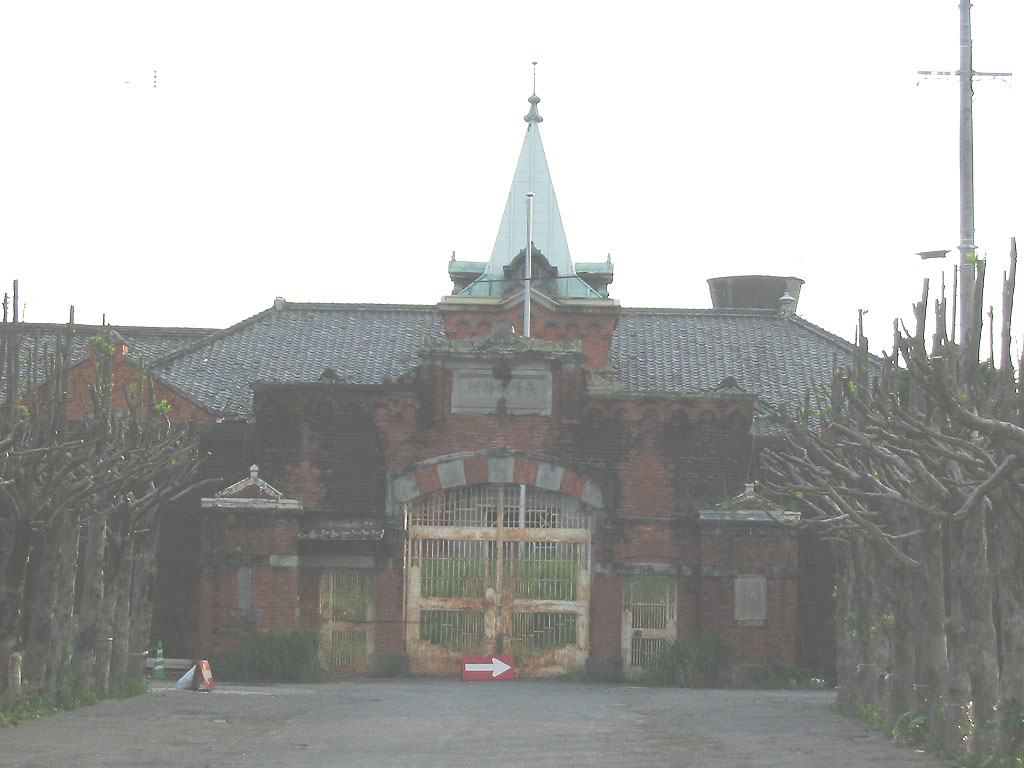
旧長崎監獄 本館
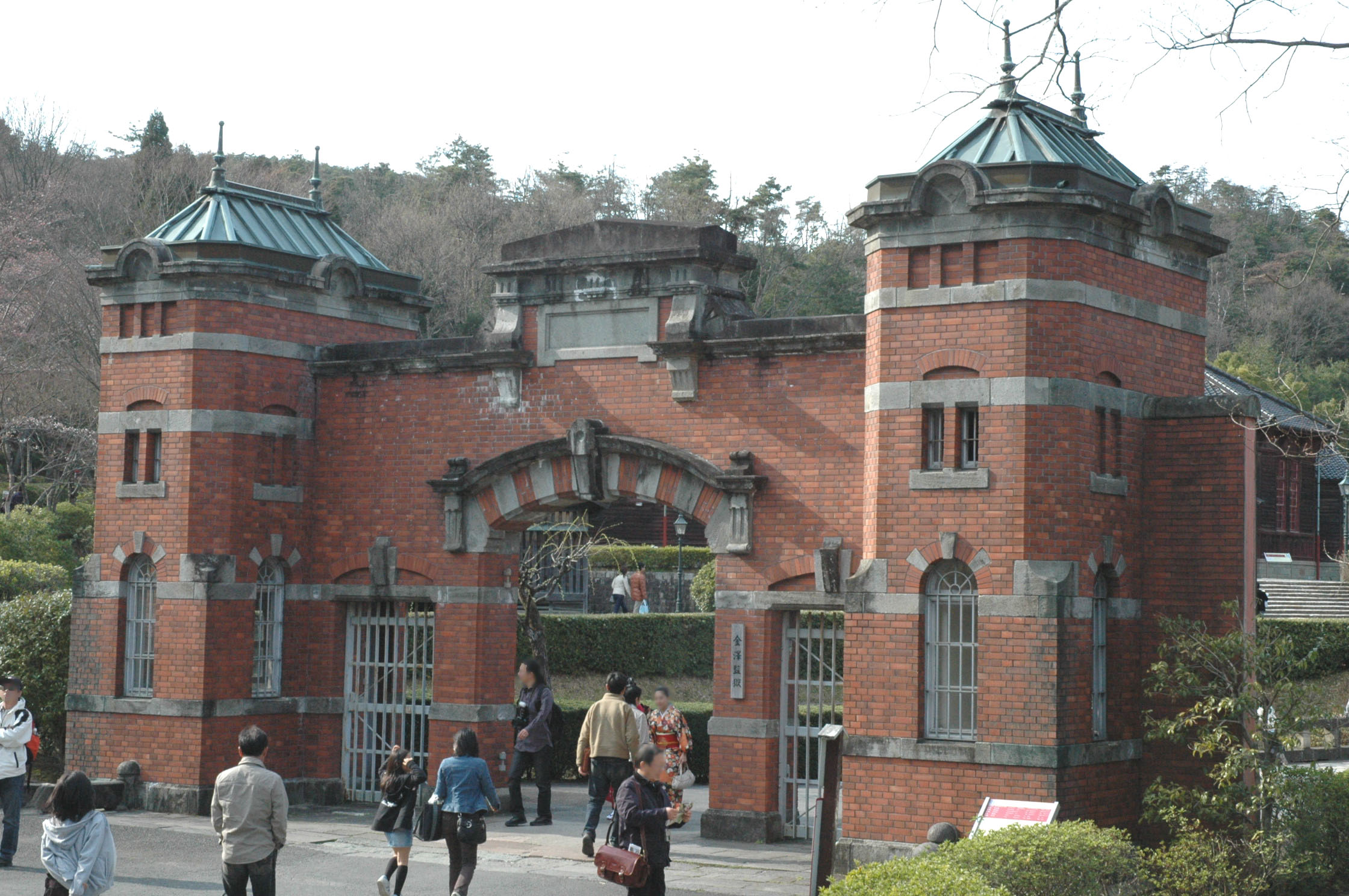
旧金沢監獄 正門
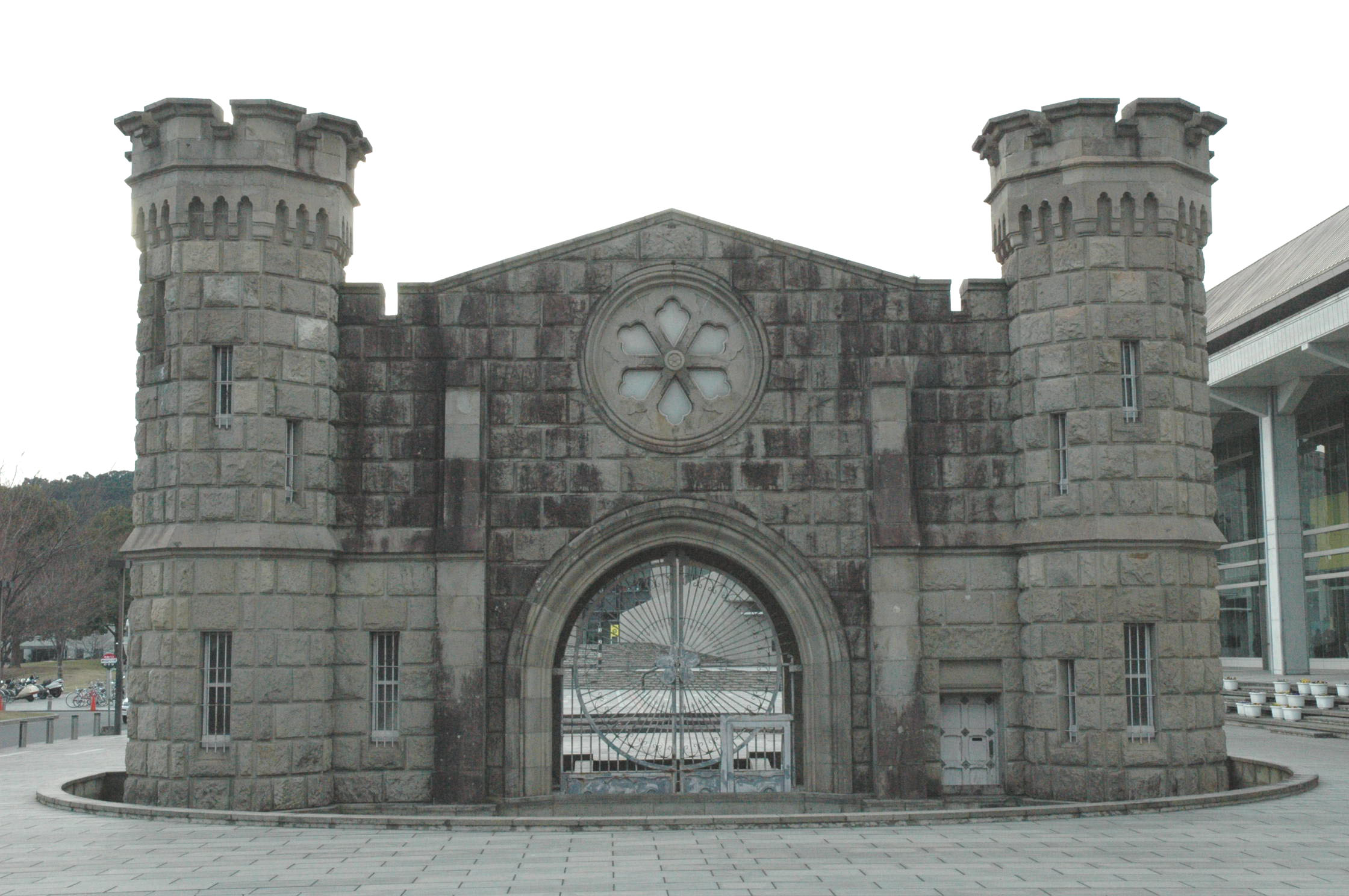
旧鹿児島監獄 正門
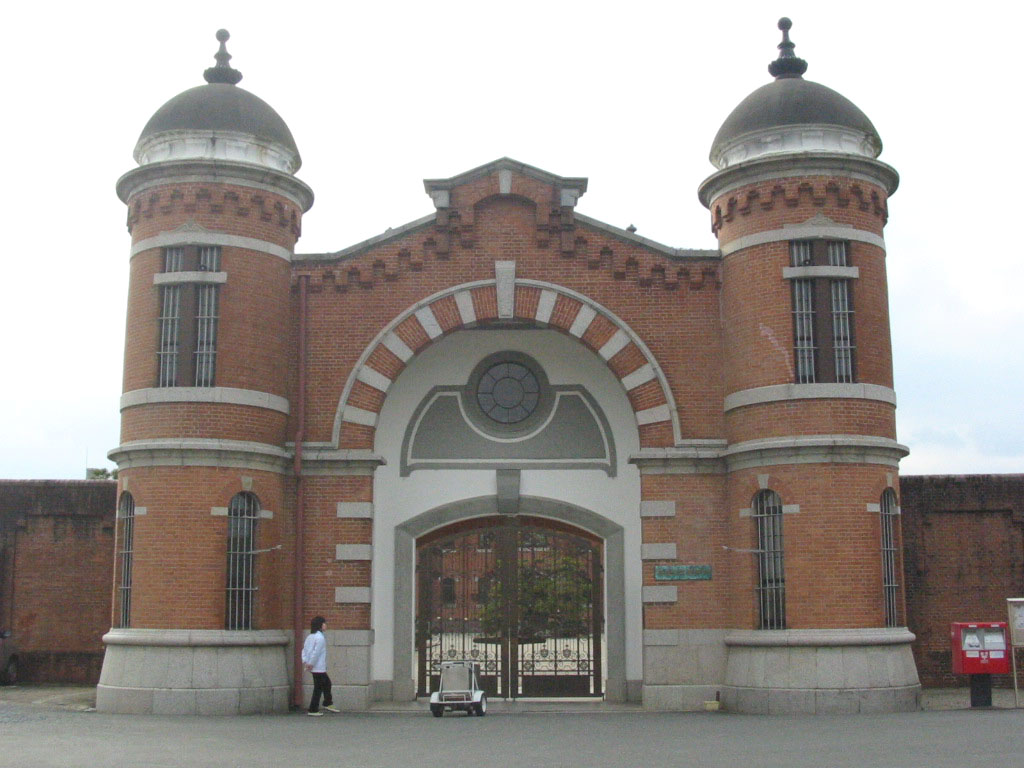
旧奈良監獄 正門
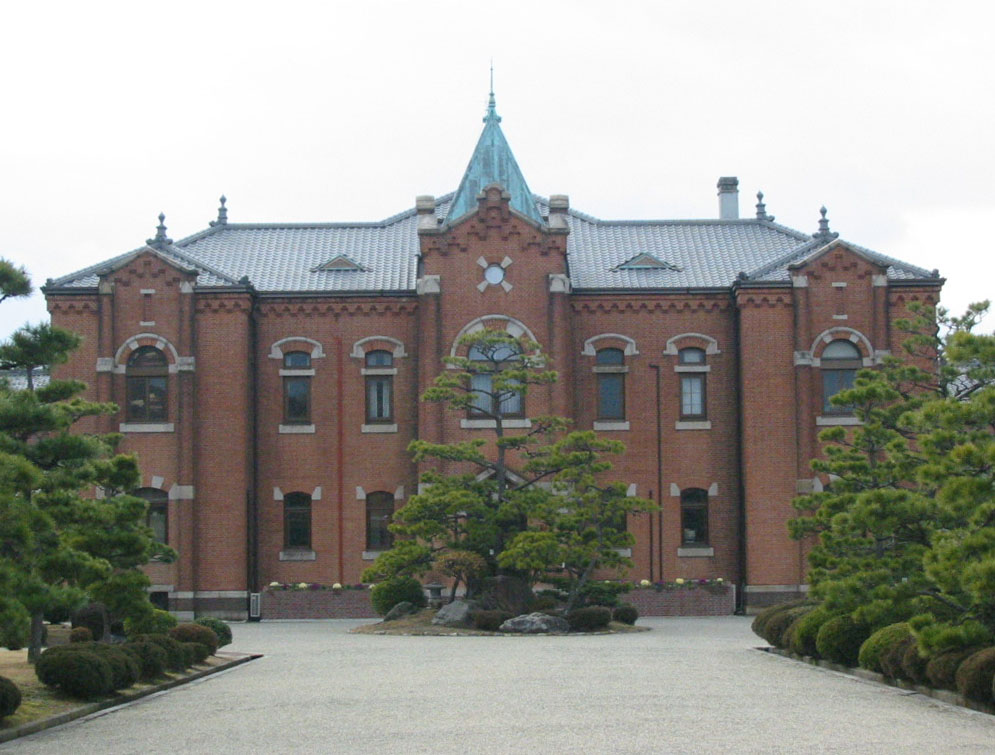
旧奈良監獄 本館
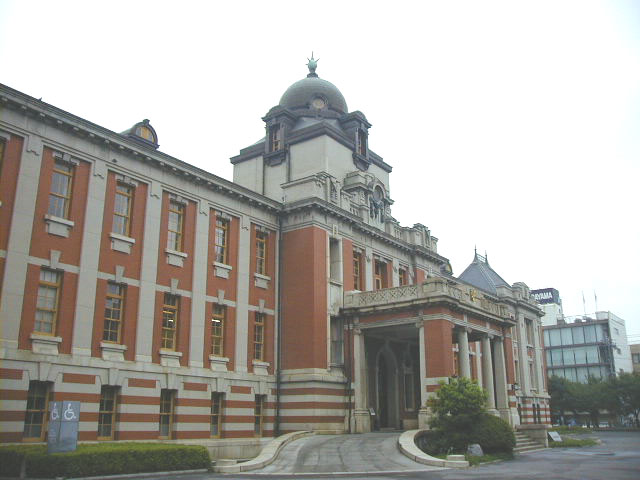
旧名古屋控訴院地方裁判所区裁判所庁舎

## 関連書
- 山下洋輔『ドバラダ門』 新潮社1993年、朝日文庫2017年。